# Station Hollabrunn
Station Hollabrunn is een station in de gemeente Hollabrunn aan de Oostenrijkse Nordwestbahn dat werd geopend in 1871.